# Dilophus maghrebensis
Dilophus maghrebensis är en tvåvingeart som beskrevs av Haenni 1981. Dilophus maghrebensis ingår i släktet Dilophus och familjen hårmyggor.
Artens utbredningsområde är Tunisien. Inga underarter finns listade i Catalogue of Life.